# Jacob Tamarkin
Jacob David Tamarkin (russe : Я́ков Дави́дович Тама́ркин, Iakov Davidovitch Tamarkine;  11 juillet 1888 – 18 novembre 1945) est un mathématicien russo-américain connu pour ses travaux en analyse.

## Biographie
Tamarkin est né à Tchernigov en russie impériale, aujourd'hui Tchernihiv en Ukraine. Il effectue des études secondaires au gymnasium de Saint Pétersbourg en compagnie d'Alexander Friedmann et Vladimir Smirnov avec lesquels il collaborera ultérieurement. Il effectue ensuite une thèse à l'Université d'État de Saint-Pétersbourg sous la direction de Andreï Markov.
Il devient enseignant dans divers instituts techniques à Saint-Pétersbourg, spécialisés dans les transports ferroviaires et l'électrotechnique. Il devient brièvement professeur et doyen de l'Université d'État de Perm en 1919 avant de revenir un an plus tard à Saint-Pétersbourg à l'université polytechnique.
En 1925 il émigre aux États-Unis où il devient lecteur au Dartmouth College et, en 1927, professeur à l'Université Brown.

## Travaux
Tamarkin a couvert un grand nombre de domaines : théorie des nombres, équations intégrales, séries de Fourier, analyse complexe, problème des moments, problèmes de conditions aux limites, équations différentielles. Il a eu de nombreux étudiants, par lesquels Nelson Dunford and Derrick Lehmer.
Il a fondé avec Otto Neugebauer et William Feller la Mathematical Reviews.

## Récompenses
- Membre de l'American Mathematical Society et vice-président en 1942-1943.